# Z 15 Erich Steinbrinck
Der Zerstörer Z 15 Erich Steinbrinck war eines der zwölf Boote der Klasse Zerstörer 1934 A, die zwischen 1936 und 1938 für die deutsche Kriegsmarine vom Stapel gelassen wurden.
1946 kam der Zerstörer an die Sowjetunion und war dort als Pylkiy in der Baltischen Rotbannerflotte bis 1956 in Dienst.

## Geschichte
Z 15 wurde nach dem Kommandanten des Torpedobootes V 29 benannt, das am 31. Mai 1916 in der Skagerrakschlacht versenkt wurde. Kapitänleutnant Erich Steinbrinck (1881–1916) und einige seiner Leute konnten zunächst von S 35 unter Kapitänleutnant Friedrich Ihn geborgen werden. Bei einem erneuten Vorstoß gegen die britische Schlachtflotte wurde auch dieses Boot versenkt. Steinbrinck, Ihn und die Besatzungen ihrer Boote kamen dabei ums Leben.
Bei Kriegsbeginn gehörte das Boot zur 3. Zerstörerflottille und operierte in der Ostsee nahe Danzig. Später wurde der Zerstörer in die Nordsee verlegt und beteiligte sich am Legen der Westwallminensperren. Im Anschluss daran führte Z 15 Handelskrieg im Skagerrak und Kattegat. An den Minenlegeunternehmungen der deutschen Zerstörer vor der britischen Küste nahm Z 15 vereinzelt teil. Im Dezember kam es zu einer Kollision mit dem Zerstörer Z 7 Hermann Schoemann, wodurch eine längere Werftliegezeit nötig wurde. Die Reparaturen wurden erst im Mai 1940 beendet, wodurch Z 15 Erich Steinbrinck nicht am Unternehmen Weserübung, der Invasion Norwegens und Dänemarks, teilnehmen konnte.
Im Juni nahm der Zerstörer am Unternehmen Juno teil, in dessen Verlauf er allerdings aufgrund von Maschinenproblemen nach Trondheim zurückkehren musste. Im gleichen Monat geleitete das Boot das Schlachtschiff Scharnhorst nach Kiel und ging danach in die Werft in Hamburg zur Überholung. Im Anschluss daran folgten eine Minenunternehmung und ein weiterer Werftaufenthalt, bevor der Zerstörer im September 1940 nach Westfrankreich verlegte. Wegen erneuter Maschinenprobleme konnte das Boot jedoch erst im März 1941 als voll einsatzbereit gemeldet werden.
Im April 1942 wurde die Erich Steinbrinck zusammen mit dem Schwesterschiff Z 14 Friedrich Ihn als Sicherungszerstörer für die Scharnhorst eingeteilt und nach Brest verlegt.
Danach wurde sie nach Norwegen geschickt, wo sie am Unternehmen Wunderland teilnahm. Bei dem Norwegenaufenthalt hatte das Boot bei Kirkenes Grundberührung, verlegte nach erneuten Maschinenproblemen wieder nach Deutschland in die Werft und kehrte erst im Januar 1943 nach Norwegen zurück. Es folgten verschiedene Sicherungsaufgaben und die Teilnahme am Unternehmen Sizilien. Danach kehrte Z 15 zusammen mit dem Schweren Kreuzer Lützow nach Deutschland zurück. Nach einer Kollision mit einem norwegischen Frachter musste Z 15 erneut in die Werft, aus der das Boot im Januar 1944 entlassen wurde.
Nach einem weiteren Minenunternehmen ging der Zerstörer im Mai 1944 bei Blohm & Voss in die Werft, wo er im November durch einen Luftangriff schwer beschädigt wurde.
Im April 1945 verlegte Z 15 nach Cuxhaven, wo das Schiff am 7. Mai 1945 außer Dienst gestellt wurde.

## Ende
Dort wurde das Boot britische Kriegsbeute und in R 92 umbenannt. Durch Los-Entscheid fiel der Zerstörer am 2. Januar 1946 der sowjetischen Marine zu. Anfang Januar 1946 fuhr er, zusammen mit fünf anderen ehemals deutschen Schiffen (dem Leichten Kreuzer Nürnberg, dem Zielschiff Hessen, dessen Leitschiff Blitz, dem Torpedoboot T 33 und dem alten Torpedoboot und jetzigen Torpedofangboot T 107) nach Libau, wo er als Pylkiy (Пылкий) wieder in Dienst gestellt wurde. Ab dem 30. April 1949 wurde das Boot zum Wohnschiff PKZ-2 umfunktioniert. 1958 wurde es schließlich aus der Liste der aktiven Kriegsschiffe gestrichen und abgewrackt.

## Kommandanten
| Name                                                       | Zeitraum                               |
| ---------------------------------------------------------- | -------------------------------------- |
| Fregattenkapitän Rolf Johannesson                          | 8. Juni 1938 bis 27. Januar 1942       |
| Korvettenkapitän Heinrich Freiherr Freytag von Loringhoven | 20. Januar bis 29. Dezember 1942       |
| Korvettenkapitän/Fregattenkapitän Otto Teichmann           | 29. Dezember 1942 bis 3. November 1944 |
| Kapitänleutnant Dietrich von Rödgisch-Ballas               | i. V. 4. bis 14. November 1944         |
| Fregattenkapitän Werner Röver                              | 15. November 1944 bis 7. Mai 1945      |